# Gel-Drucker
Die Geldruckertechnologie wurde im Jahr 2004 von Ricoh als eine Alternative für Bürodrucker entwickelt. Diese Sonderform der Tintenstrahltechnik ist das Drucken mit Flüssiggel. Drucker mit der Geldrucktechnologie wurden 2005 in Deutschland auf den Markt gebracht und sind seitdem dort vertreten.

## Technologie
Beim Auftreffen auf das Papier verdunsten die Flüssiganteile im Gel-Farbtropfen rasch, wobei die Tinte geliert und nicht mehr verwischen kann. Diese Eigenschaft macht sich besonders bei doppelseitigem Druck bemerkbar, der beim herkömmlichen Tintenstrahldrucker viel langsamer trocknet. Die Geltinte enthält feine Pigmente, die sich in den oberen Faserschichten ablagert und für eine hohe Dokumentenechtheit sorgt. Geringe Mengen des Gels werden vom Papier aufgesogen, sodass sich das Papier weniger wellt als bei Tintenstrahldruckern.
Der große Druckkopf, der mit 384 Düsen bestückt ist, ist breiter als bei Tintenstrahldruckern. Zur Reinigung der Düsen wird ein automatischer Reinigungszyklus aktiviert, der mit einem Megapascal durch den Druckkopf gedrückt wird. Dieser Reinigungszyklus ist für einen einwandfreien Druck und lange Standzeiten sehr ausschlaggebend. Der breite Druckkopf ist in zwei Hälften geteilt, einerseits in Magenta und Gelb und die zweite Hälfte in Schwarz und Cyan. Ein weiterer Unterschied zu den herkömmlichen Tintenstrahldruckern ist der Papiertransport mit einem elektrostatischen Transferbandsystem statt Walzen. Der Vorteil dieses Transportbandes ist, dass bei doppelseitigem Druck randlos gedruckt werden kann, ohne dass Rollen die Tinte verschmieren.
Beim Geldrucker sind die Druckerpatronen örtlich vom Druckkopf getrennt. Die vier Druckertanks sind vakuumverpackt und das Gel wird mit einer Pumpe durch die unterschiedlichen Farbschläuche zu den Düsen befördert. Mit dieser Saugtechnik können die Patronen komplett leergepumpt werden, sodass kein Restbestand an Tinte übrig bleibt. Bei der Gel-Druck-Technologie ist wie beim Tintenstrahldrucker kein Aufwärmen notwendig.